# Imbaú
Imbaú is een gemeente in de Braziliaanse deelstaat Paraná. De gemeente telt 12.040 inwoners (schatting 2009).

## Aangrenzende gemeenten
De gemeente grenst aan Ortigueira, Reserva, Telêmaco Borba en Tibagi.

## Galerij

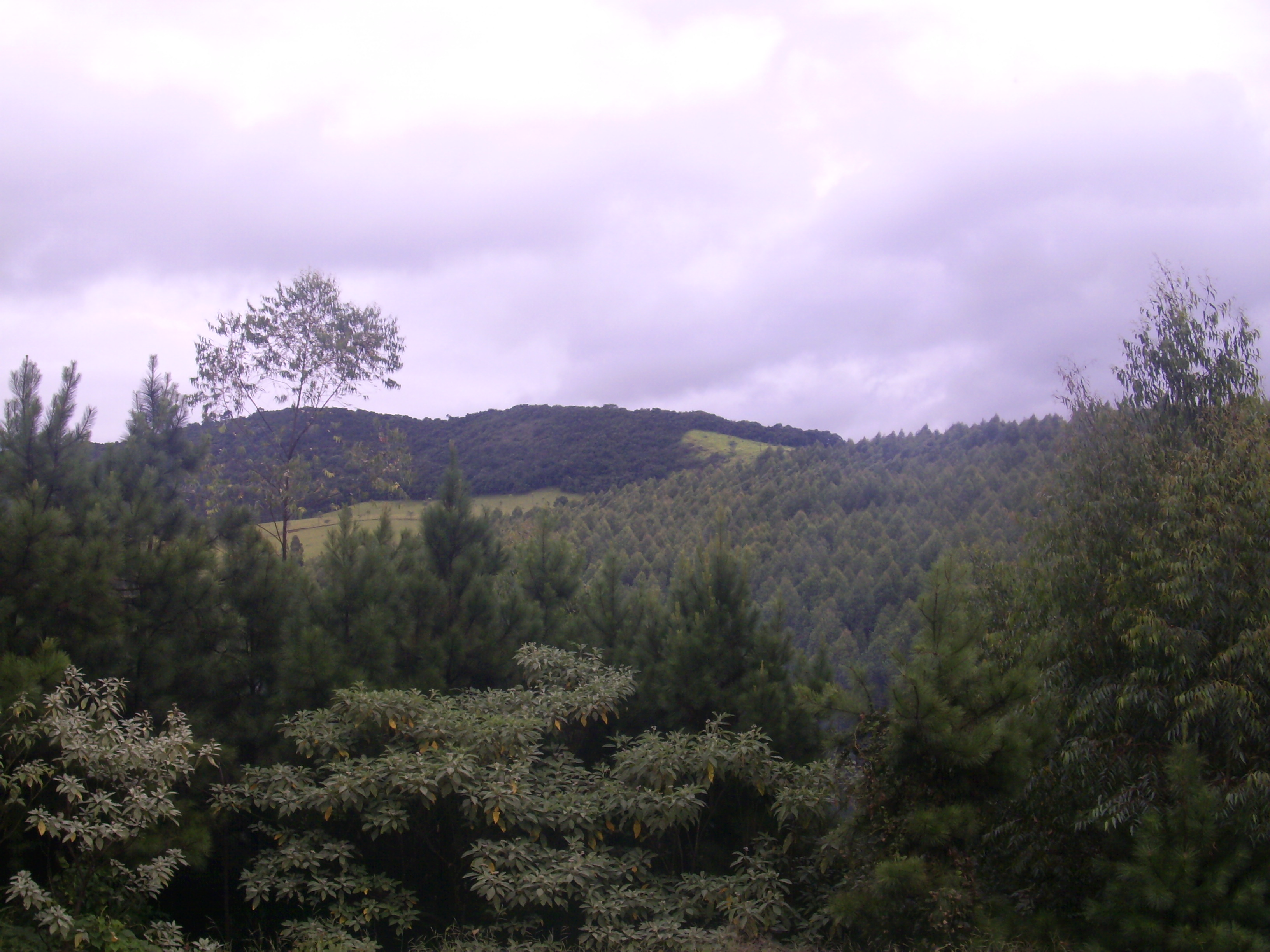
Bos
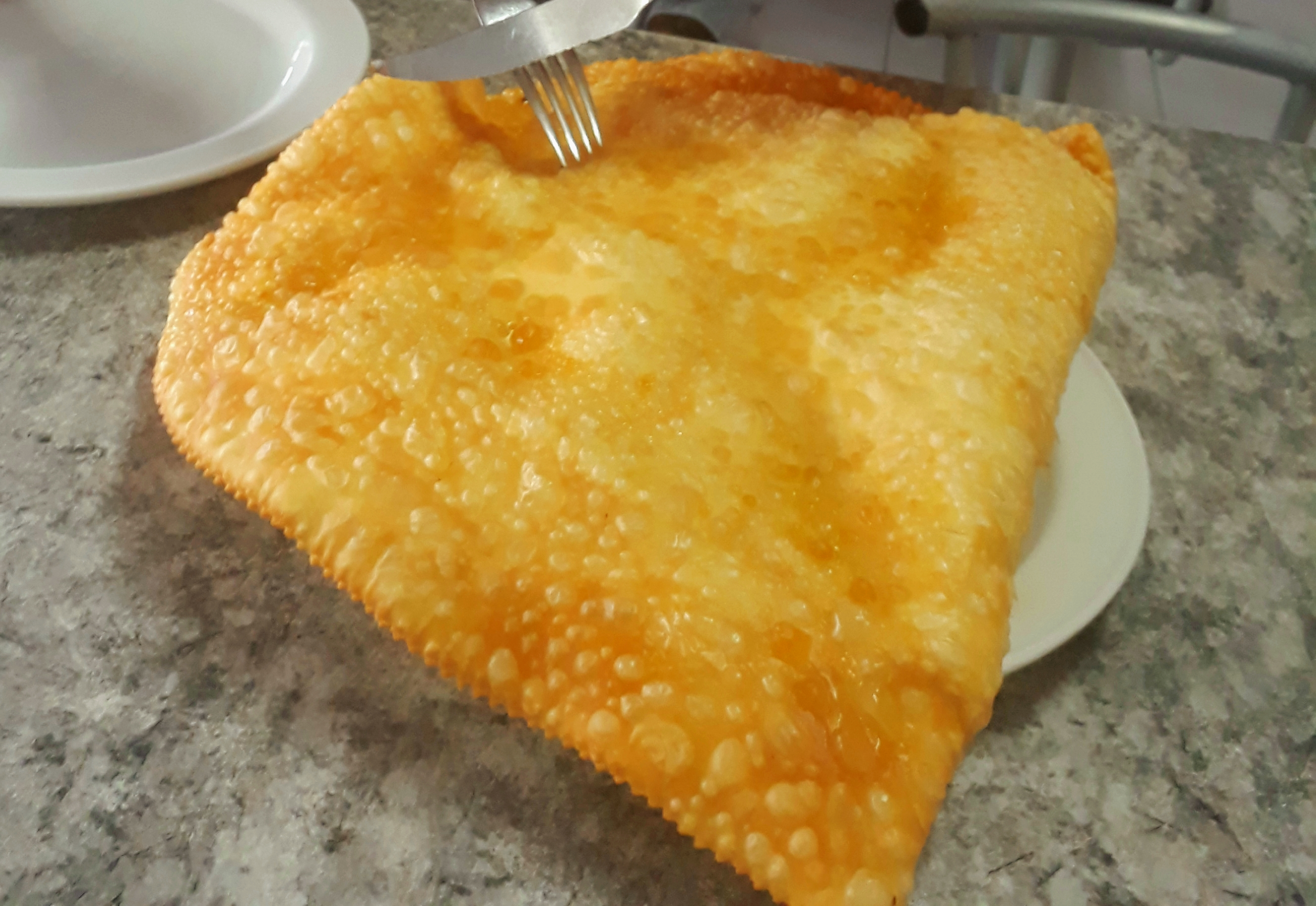
Pasta (pastel) in Imbaú
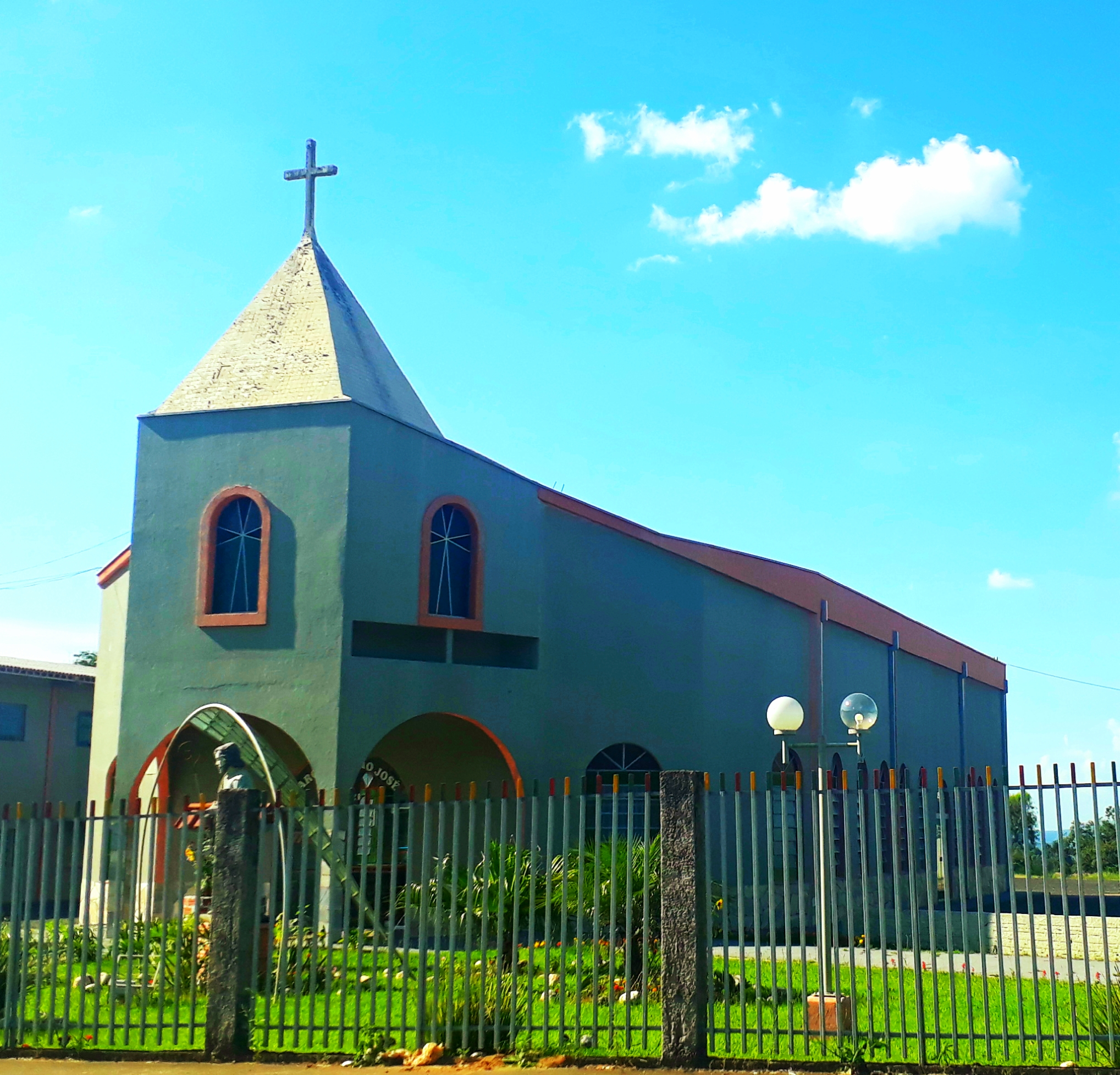
Katholieke kerk São José in Imbaú